# Тимо Алтонен
Тимо Антеро Алтонен (фин. Timo Antero Aaltonen; Вехма, 11. април 1969) је фински атлетичар, специјалиста за бацање кугле. Члан је АК Турун из Туркуа.

## Спортска биографија
Освојио је титулу на Европском првенству у дворани 2000. у Генту личним рекордом 20,62 м. испред Шпанца Мануела Мартинеза и Чеха Мирослава Менца.. Исте године учествује и на Олимпијским играма у Сиднеју. У квалификација имао је пети резултатом 20,04, али је у финалу подбацио и са два преступа постигао само 18,64 и заузео последње 12. место.
На Светском првенству у дворани 2001. у Лисабону био је 4..

## Значајнији резултати
| Год. | Такмичење                    | Место                | Плас. | Рез.    | Детаљи |
| ---- | ---------------------------- | -------------------- | ----- | ------- | ------ |
| 2000 | Европско првенство у дворани | Гент, Белгија        |       | 20,62   |        |
| 2000 | Олимпијске игре              | Сиднеј, Аустралија   | 12.   | 18,64   |        |
| 2001 | Светско првенство у дворани  | Лисабон, Португалија | 4.    | 20,24 м |        |

## Лични рекорди
| Дисциплина   | Дисциплина   | Резултат | Место            | Датум             |
| ------------ | ------------ | -------- | ---------------- | ----------------- |
| Бацање кугле | На отвореном | 20,70 м  | Еурајоки, Финска | 1. јул 2000.      |
| Бацање кугле | У дворани    | 20,62 м  | Гент, Белгија    | 27. фебруар 2000. |